# Сократ Хрест
Сокра́т Хрест (греч. Σωκράτης ό χρηστός, Хрест означает добрый, благой; родился во II пол. II века до н. э. — убит в 90/88 году до н. э.) — царь Вифинии.

## Происхождение
Сократ был незаконнорождённым сыном Никомеда III и его конкубины Нисы. Царь имел дочь Нису и ещё одного незаконнорождённого сына — Никомеда IV.
Сократ пользовался популярностью среди народа, а полученное прозвище Хрест обозначало его миролюбие.

## Биография
Никомед III умер в 94 году до н. э., и новым правителем стале его сын Никомед IV. Отношения между братьями быстро ухудшились, и Сократ бежал в Понтийское царство к Митридату VI. Тот отправил в Вифинию наёмного убийцу Александра, но вифинский царь смог избежать смерти.
Митридат заключил союз с беглецом и выдал за него свою дочь Орсабарису. Таким образом царь хотел иметь серьёзное влияние в случае прихода Хреста к власти. После этого Евпатор предоставил Сократу войска, с помощью которых тот занял Вифинию. При подходе к столице страны — Никомедии — Никомед IV приготовился к обороне в городской крепости.
Хрест разбил верные Никомеду войска, и царю пришлось бежать в Италию. Его брат стал вифинским царём под именем Мемнон Никомед. Но беглый правитель получил помощь от Римской республики и вернулся домой в 90 году до н. э..
Сократ снова стал политическим изгнанником и вернулся в Понт. Митридат не был готов к открытому противостоянию с Римом и в итоге убил своего гостя.